# ایتین
ایتین (به هلندی: Etten) یک منطقهٔ مسکونی در هلند است که در آده ایسل‌استریک واقع شده‌است. ایتین ۱٬۹۵۰ نفر جمعیت دارد.